# Caperonia angustissima
Caperonia angustissima är en törelväxtart som beskrevs av Johann Friedrich Klotzsch. Caperonia angustissima ingår i släktet Caperonia och familjen törelväxter.
Artens utbredningsområde är Guyana. Inga underarter finns listade i Catalogue of Life.